# Zhang Xiangchen
Zhang Xiangchen (chinesisch 张向晨 Zhāng Xiàngchén) ist ein chinesischer Diplomat und stellvertretender Generaldirektor der Welthandelsorganisation (WTO).

## Leben
Zhang hält einen Bachelor in Rechtswissenschaften, einen Master in internationalen Beziehungen und einen PhD in Internationaler Politik von der Peking University.
Er arbeitete in seinen über 30 Jahren in der chinesischen Verwaltung unter anderem als Leiter der Abteilung für politische Recherche und der Abteilung für WTO-Angelegenheiten des chinesischen Handelsministeriums und als Leiter der Abteilung für internationalen Handel des chinesischen Außenministeriums. Er wurde dann stellvertretender Minister im Handelsministerium. Ebenso arbeitete er in Genf zunächst als stellvertretender Ständiger Vertreter und dann als Ständiger Vertreter der Volksrepublik China bei der Welthandelsorganisation. In dieser Funktion kritisierte er 2018 die Vereinigten Staaten für ihre Blockade der Ernennung neuer Richter für den Appellate Body, aber auch für die Androhung von Zöllen auf chinesische Produkte.
Am 4. Mai 2021 ernannte Ngozi Okonjo-Iweala Zhang neben Angela Ellard, Anabel González und Jean Marie Paugam zu einem der vier stellvertretenden Generaldirektoren der Welthandelsorganisation. Seit Juni 2021 ist er im Amt.  Er ist in dieser Funktion für die Abteilung der WTO für Entwicklung, Institut für Training und technische Zusammenarbeit, Information Technology Solutions Division, Division for Knowledge and Information Management, Academic Outreach and the WTO Chairs Programme und Beitritte zuständig. In der Funktion der Aufsicht über die Abteilung Beitritte besuchte er unter anderem Turkmenistan, ein Staat, der sich um die Aufnahme in die WTO bemüht.